# Karta Wypędzonych
Karta wypędzonych ze stron ojczystych (niem. Charta der deutschen Heimatvertriebenen) – dokument, który powstał po wojnie w środowisku Niemców wysiedlonych z terenów wschodniej Europy, głównie Polski i Czechosłowacji.

## Historia
Karta wypędzonych podpisana została z inicjatywy środowisk wysiedlonych Niemców w dniu 5 sierpnia 1950 roku na zebraniu w Stuttgarcie.

## Oceny i krytyka
Karta Wypędzonych uważana jest za sztandarowy dokument Związku Wypędzonych (BdV). Tygodnik „Der Spiegel” oszacował, że jedna trzecia z około 200 tysięcy członków BdV w początkowych latach jego istnienia należała do NSDAP.
Niemiecki Bundestag w uchwale uznał, że „Karta wypędzonych ze stron ojczystych” była „kamieniem milowym na drodze do integracji i pojednania”. Zostało to skrytykowane przez historyków z kilku krajów, m.in. dlatego, że Karta pomija całkowicie odpowiedzialność Niemców za zbrodnie przeciwko ludzkości.

## Sygnatariusze karty
- Linus Kather (Związek Wypędzonych Zentralverband der vertriebenen Deutschen, ZvD);
- Josef Walter (przewodniczący „Landesverbandes der Heimatvertriebenen” w Hesji), członek partii Konrada Heinleina – Partii Sudeckoniemieckiej (Sudetendeutsche Partei);
- Hellmut Gossing (LV Niedersachsen im ZvD);
- Karl Mocker (Związek Wypędzonych – Wirtembergia), Niemiec sudecki, funkcjonariusz Partii Sudeckoniemieckiej;
- Alexander Eschenbach (Związek Wypędzonych – Stuttgart);
- Wilhelm Zeisberger (Neubürgerbund, Bayern);
- Alfred Gille (przewodniczący „Landesverband der Heimatvertriebenen Schleswig-Holstein”), także członek NSDAP, Gebietskommissar w Reichskommissariat Ukraine;
- Bernhard Geisler (LV der Ostvertriebenen Nordrhein-Westfalen);
- Erwin Engelbrecht (Związek Wypędzonych – Bayern);
- Anton Deichmann (Związek Wypędzonych – Rheinland-Pfalz);
- Roman Herlinger (Hauptausschuß der Flüchtlinge und Ausgewiesenen in Bayern);
- Rudolf Lodgman von Auen (rzecznik Ziomkostwa Sudeckoniemieckiego Sudetendeutschen Landsmannschaft), członek nazistowskiej partii na terenie Czechosłowacji Deutsche Nationalpartei
- Erwin Tittes (Ziomkostwo Sasów Siedmiogrodzkich Landsmannschaft der Siebenbürger Sachsen);
- Rudolf Wagner – (przesiedleniec z Bukowiny) w ramach niemieckiej akcji przesiedleńczej Heim ins Reich, SS-Obersturmbannführer, członek NSDAP, podwładny Heinricha Himmlera w Głównym Urzędzie Bezpieczeństwa Rzeszy,
- Alfred Rojek (Berliner LV der Heimatvertriebenen);
- Walter von Keudell (rzecznik „Landsmannschaft Berlin-Mark Brandenburg”), polityk niemieckich partii (DNVP, CNBLP, NSDAP, CDU);
- Konrad Winkler – niemiecki polityk CSU;
- Axel de Vries – (Niemiec bałtycki, przesiedleniec w ramach niemieckiej akcji przesiedleńczej Heim ins Reich, LM);
- Franz Hamm (rzecznik Heimatvertriebenen z Jugosławii), przesiedleniec w ramach niemieckiej akcji przesiedleńczej Heim ins Reich – przywódca nazistowskiej organizacji „Block der deutschen Nationalsozialistischen Reichstagsmitglieder” w Budapeszcie biorącej udział m.in. w wysiedlaniu węgierskich Żydów, działacz mniejszości niemieckiej (Donauschwaben) w Jugosławii, Volksgruppenführer,
- Erich Luft (Związek Wypędzonych – Bawaria);
- Karl Bartunek (Związek Wypędzonych – Północna Badenia);
- Ottomar Schreiber, Ziomkostwo Prusy Wschodnie (Landsmannschaft Ostpreußen);
- Erik von Witzleben (przewodniczący „Landsmannschaft Westpreußen”), SS-Obersturmbannführer, pierwszy kierownik narodowo socjalistycznej organizacji działającej na terenie II RP Zjednoczenia Niemieckiego[5] dowódca pomorskiego Selbstschutzu
- Walter Rinke, Ziomkostwo Śląskie (Landsmannschaft Schlesien);
- Anton Birkner, Ziomkostwo Karpackoniemieckie (Karpatendeutsche Landsmannschaft Slowakei);
- Herbert von Bismarck, Ziomkostwo Pomorskie (Pommersche Landsmannschaft);
- Waldemar Kraft rzecznik Ziomkostwa Wisła-Warta (Landsmannschaft Weichsel-Warthe), Hauptsturmführer SS, oraz członek NSDAP,
- Gottlieb Leibbrandt (przesiedleniec z ZSRR w ramach niemieckiej akcji przesiedleńczej Heim ins Reich), a także Schulungsleiter NSDAP w Wiedniu;
- Fritz Kimme, Związek Wypędzonych – Brema;
- Alfred Kautzor, Związek Wypędzonych w Wirtembergii, Hohenzollern i Lindau.